# Calle de las Navas de Tolosa

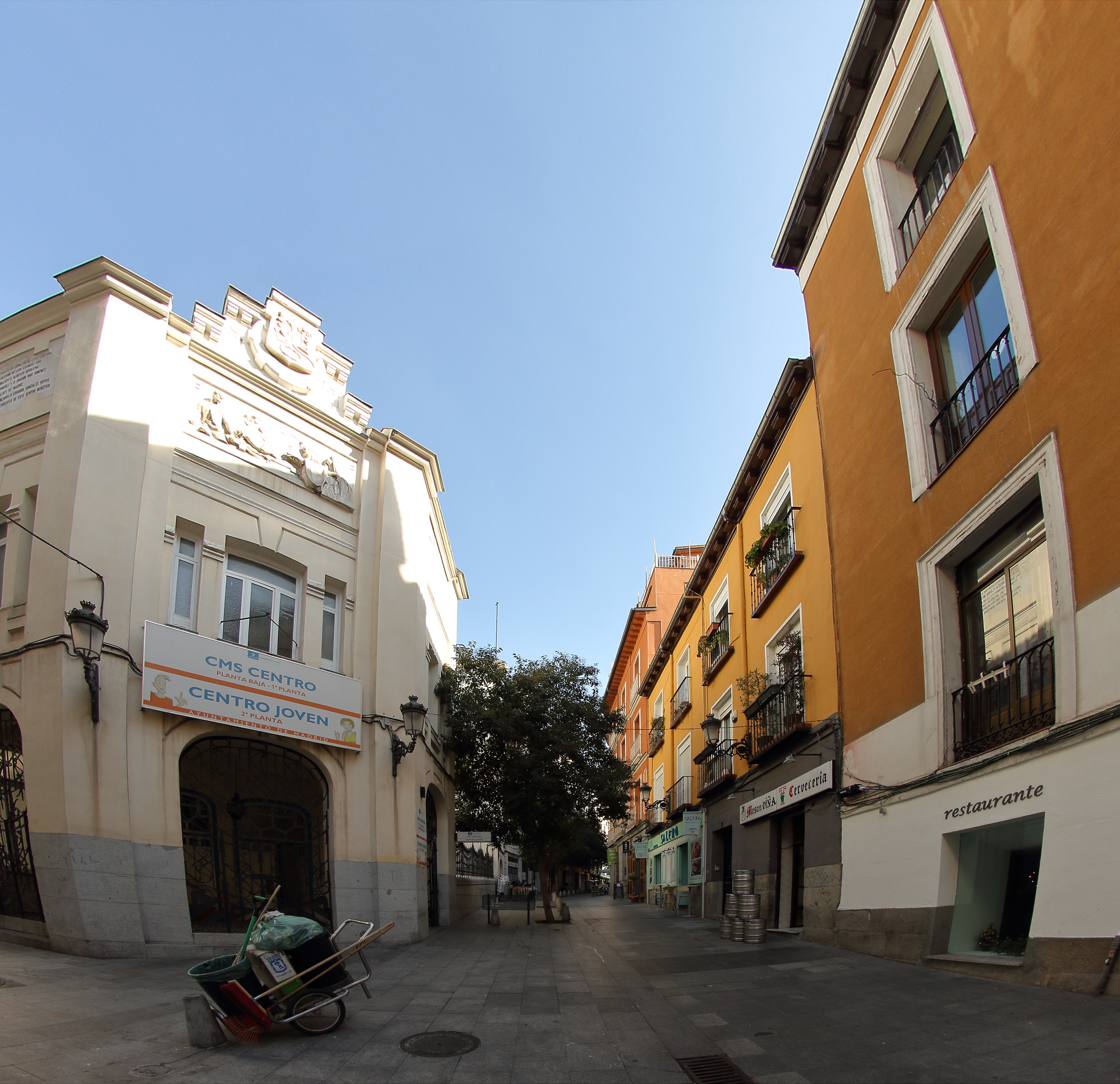
Calle de las Navas de Tolosa, intersección con la de la Ternera (2016)

La calle de las Navas de Tolosa, antiguamente calle de la Sartén, es una vía pública de la ciudad española de Madrid, situada en el barrio de Sol, distrito Centro, y que discurre entre la calle del Postigo de San Martín y un cruce de otras tres vías: la calle de Trujillos, la calle de las Conchas y la calle de las Veneras.

## Historia
Antiguamente se llamaba «calle de la Sartén». Según la tradición el sitio que ocupa la calle fue antaño una explanada donde se reunían los segadores de las eras del monasterio de San Martín a la hora de comer, momento en el cual el padre mayordomo les traería pan, vino y una enorme sartén llena de guiso. A la explanada se le habría dado el nombre de «Sartén» y, después, a la calle. Según otra leyenda la calle se habría llamado de la «Sartén» porque un sartenero tenía de muestra una sartén de ocho varas de larga y tres de ancha, con un huevo frito dentro, que asustaba a todos los muchachos.
Tuvo el «Sartén» en el nombre desde el siglo xvi.  En 1889 se conservaban antecedentes en la calle de construcciones particulares de 1742. La calle experimentaría un ensanchamiento en 1780. Hacia el año 1830 existió en una de las casas de la calle un teatro de aficionados. A lo largo del siglo xix unía la calle del Postigo de San Martín y la plazuela de Navalón. El 5 de mayo de 1900 cambió su nombre por el de «calle de las Navas de Tolosa», en recuerdo de la batalla de las Navas de Tolosa. Hace intersección con la calle de la Ternera.